# Ecología cultural
La ecología cultural estudia las relaciones entre una sociedad dada y su medio ambiente, las formas de vida y los ecosistemas que dan soporte a sus modos de vida. La ecología cultural implica el estudio de la conducta, además de una ciencia biológica y de una ciencia social, pues forma no simples aglomeraciones, sino
asociaciones compuestas de diversas especies que se interrelacionan en modos regulares y cuyos miembros están organizados también de forma regular (ecosistema).
Sus precursores son el antropólogo norteamericano neoevolucionista Leslie A. White, y arqueólogo y prehistoriador australiano Gordon Childe. Gordon considera a la prehistoria como una continuación de la historia natural (estudio de la historia como una evolución dinámica), estableciendo una analogía entre evolución biológica y progreso cultural.
Childe acuñó el término de «revolución neolítica» (1936), que plantea la primera transformación radical de la forma de vida de la humanidad, pasando de nómada a sedentaria y de economía depredadora (caza, pesca, recolección) a productora (agricultura y ganadería).

## Características
Proviene de la escuela materialista no marxista, en las décadas de 1960 y 1970. Como disciplina de la antropología económica, es la primera escuela que empieza a estudiar las relaciones existentes entre las sociedades y sus bases materiales de subsistencia. 
La cultura ecológica puede entenderse de manera diacrónica (examinando entidades que existieron en épocas diferentes), o sincrónica (examinando un sistema presente y sus componentes). El argumento central es que el medio ambiente, a pequeña escala o para sociedades de subsistencia dependientes en parte de él, es un factor principal que contribuye a la configuración organización social y a otras instituciones humanas. En particular aquellas relacionadas con la distribución de la riqueza y el poder en una sociedad, y en como afecta a comportamientos tales como el acaparamiento o a la generosidad, p.ej. la tradición Haida del potlatch en la costa oeste canadiense.
En el mundo académico, cuando se combina con el estudio de la economía política, el estudio de las economías como sistemas políticos, se convierte en ecología política - otra subdisciplina académica. También ayuda a interrogarse sobre hechos históricos como el Síndrome de la Isla de Pascua.

## Origen del término
Se asocia el término con el antropólogo Julian Steward quien en su Theory of Culture Change: The Methodology of Multilinear Evolution (1955), defiende que la ecología cultural representa las 

... maneras por las cuales se introduce un cambio cultural para adaptarse al medioambiente.

Steward ya no habla de naturaleza como Leslie White, sino de entorno, en el sentido de que el hombre crea entorno, siendo así este concepto más amplio que el de naturaleza.
Es esta afirmación -que el medio ambiente físico afecta a la cultura- la que ha producido controversia, ya que incorpora un elemento de determinismo ambiental sobre las acciones humanas. La ecología cultural está, en efecto, afectada por un leve determinismo ambiental, pero su aproximación tiene valor en los tipos de situaciones para las que fue desarrollada. No tanto así para las sociedades intercontectadas y globalizadas.
El método de Steward fue:
1) documentar las tecnologías y métodos usados para explotar el medio ambiente - para vivir de él.
2) mirar los patrones de comportamiento humano/cultura asociados con el uso del medio ambiente.
3) evaluar la influencia de estos patrones de comportamiento sobre otros aspectos de la cultura ( como, en una región propensa a la sequía, la gran preocupación sobre los patrones de lluvias significaban que estos se convirtieran en algo central para la vida cotidiana, y llevaba al desarrollo de un sistema de creencias religiosas en el cual las lluvias y el agua tenían una fuerte presencia. Este sistema de creencias puede no aparecer en una sociedad donde las lluvias para las cosechas puedan darse por sentado, o donde se practicara la irrigación).
Las ideas de Steward sobre la ecología cultural se expandieron ampliamente entre la antropología y la arqueología de mediados del siglo XX, aunque fueran criticadas con posterioridad por su determinismo medioambiental. La ecología cultural fue uno de los principios centrales y de los factores determinantes en el desarrollo de la arqueología procedimental en los 1960s, con la comprensión en la arqueología del cambio cultural a través de la trama de la adaptación medioambiental. Sus sucesores teóricos fueron Andrew P. Vayda y Roy Rappaport.

## La ecología cultural en la Geografía
En Geografía, la ecología cultural se desarrolló en respuesta al enfoque de la «morfología de paisajes» de Carl O. Sauer. La escuela de Sauer fue criticada por anticientífica y por mantener una imprecisa teoría de la cultura como un «superorganismo».
La primera forma de ecología cultural aplicaba ideas desde la ecología y la teoría de sistemas para comprender la adaptación de los seres humanos a su medio ambiente. Estos ecólogos y ecólogas culturales se centraron en los flujos de energía y materia, examinando como las creencias e instituciones en una cultura regulaban sus intercambios con la ecología natural que la rodeaba. En esta perspectiva los seres humanos eran una parte más de la ecología como el resto de los organismos. Algunas figuras importantes de esta forma de ecología cultural fueron Karl Butzer y David Stoddard.
La segunda forma de ecología cultural introdujo la teoría de la decisión desde la economía agrícola, particularmente inspirada en los trabajos de Aleksandr Chayánov y de Ester Boserup. Estos ecólogos y ecólogas culturales se ocuparon de como los grupos humanos toman decisiones sobre cómo usan su medio ambiente natural. En particular se dedicaron a la cuestión de la intensificación agrícola, refinando los modelos de competencia de Thomas Malthus y Boserup. Algunos ejemplos notables de esta segunda tradición incluyen a Harold Brookfield y a B. L. Turner II.